# Araneus jamundi
Araneus jamundi là một loài nhện trong họ Araneidae.
Loài này thuộc chi Araneus. Araneus jamundi được Herbert Walter Levi miêu tả năm 1991.